# انوس بروماژ
انوس بروماژ (انگلیسی: Enos Bromage; ۲۲ اکتبر ۱۸۹۸ – ۷ آوریل ۱۹۷۸) بازیکن فوتبال اهل بریتانیا بود.
از باشگاه‌هایی که در آن بازی کرده‌است می‌توان به باشگاه فوتبال وست برومویچ آلبیون، باشگاه فوتبال ناتینگهام فارست، باشگاه فوتبال دربی کانتی، باشگاه فوتبال گیلینگام، و باشگاه فوتبال شفیلد یونایتد اشاره کرد.